# Берат Ґімшиті
Берат Ґімшиті (алб. Berat Djimsiti, нар. 19 лютого 1993, Цюрих) — швейцарський та албанський футболіст, захисник італійської «Аталанти» і національної збірної Албанії.
Володар Кубка Швейцарії.

## Клубна кар'єра
Народився 19 лютого 1993 року в місті Цюрих. Вихованець футбольної школи клубу «Цюрих». Дорослу футбольну кар'єру розпочав 2009 року в другій команді того ж клубу, в якій провів два сезони, взявши участь у 45 матчах чемпіонату. 
Своєю грою за цю команду привернув увагу представників тренерського штабу клубу основної команди «Цюриха», у складі якої дебютував у 2011 році. Відіграв за команду з Цюриха наступні п'ять сезонів своєї ігрової кар'єри. Граючи у складі «Цюриха» здебільшого виходив на поле в основному складі команди.
2016 року перейшов до складу «Аталанти». Провівши у її складі протягом пів року три матчі, був відданий в оренду спочатку до друголігового «Авелліно», а за рік — до новачка Серії A «Беневенто». Влітку 2018 року, повернувшись з другої оренди, залишився в «Аталанті».

## Виступи за збірні
У 2011 році дебютував у складі юнацької збірної Швейцарії, взяв участь у 12 іграх на юнацькому рівні.
Протягом 2013–2014 років залучався до складу молодіжної збірної Швейцарії. На молодіжному рівні зіграв у 7 офіційних матчах.
У 2015 році дебютував в офіційних матчах у складі національної збірної Албанії. Наразі провів у формі головної команди країни 23 матчі, забивши 1 гол.
| Дата       | Місто            | Господарі   | Результат | Гості              | Турнір                               | Голи | Примітки  |
| ---------- | ---------------- | ----------- | --------- | ------------------ | ------------------------------------ | ---- | --------- |
| 4-9-2015   | Копенгаген       | Данія       | 0 – 0     | Албанія            | Відбір до ЧЄ 2016                    | -    |           |
| 7-9-2015   | Ельбасан         | Албанія     | 0 – 1     | Португалія         | Відбір до ЧЄ 2016                    | -    | 23'       |
| 8-10-2015  | Ельбасан         | Албанія     | 0 – 2     | Сербія             | Відбір до ЧЄ 2016                    | -    |           |
| 11-10-2015 | Єреван           | Вірменія    | 0 – 3     | Албанія            | Відбір до ЧЄ 2016                    | 1    | 64'       |
| 13-11-2015 | Приштина         | Косово      | 2 – 2     | Албанія            | товариський матч                     | -    | 63'       |
| 16-11-2015 | Тирана           | Албанія     | 2 – 2     | Грузія             | товариський матч                     | -    | 29'       |
| 29-3-2016  | Люксембург       | Люксембург  | 0 – 2     | Албанія            | товариський матч                     | -    |           |
| 31-8-2016  | Шкодер (місто)   | Албанія     | 0 – 0     | Марокко            | товариський матч                     | -    |           |
| 5-9-2016   | Шкодер (місто)   | Албанія     | 2 – 1     | Північна Македонія | Відбір до ЧС 2018                    | -    |           |
| 6-10-2016  | Вадуц            | Ліхтенштейн | 0 – 2     | Албанія            | Відбір до ЧС 2018                    | -    |           |
| 9-10-2016  | Шкодер (місто)   | Албанія     | 0 – 2     | Іспанія            | Відбір до ЧС 2018                    | -    |           |
| 12-11-2016 | Ельбасан         | Албанія     | 0 – 3     | Ізраїль            | Відбір до ЧС 2018                    | -    | 17'       |
| 4-6-2017   | Люксембург       | Люксембург  | 2 – 1     | Албанія            | товариський матч                     | -    |           |
| 11-6-2017  | Хайфа            | Ізраїль     | 0 – 3     | Албанія            | Відбір до ЧС 2018                    | -    |           |
| 29-5-2018  | Цюрих            | Албанія     | 0 – 3     | Косово             | товариський матч                     | -    |           |
| 3-6-2018   | Евіан-ле-Бен     | Албанія     | 1 – 4     | Україна            | товариський матч                     | -    |           |
| 7-9-2018   | Ельбасан         | Албанія     | 1 – 0     | Ізраїль            | Ліга націй УЄФА 2018-2019 - 1-й етап | -    |           |
| 10-9-2018  | Глазго           | Шотландія   | 2 – 0     | Албанія            | Ліга націй УЄФА 2018-2019 - 1-й етап | -    | 47' (aut) |
| 10-10-2018 | Ельбасан         | Албанія     | 0 – 0     | Йорданія           | товариський матч                     | -    |           |
| 14-10-2018 | Беер-Шева        | Ізраїль     | 2 – 0     | Албанія            | Ліга націй УЄФА 2018-2019 - 1-й етап | -    | 52'       |
| 17-11-2018 | Шкодер (місто)   | Албанія     | 0 – 4     | Шотландія          | Ліга націй УЄФА 2018-2019 - 1-й етап | -    | 52'       |
| 22-3-2019  | Шкодер (місто)   | Албанія     | 0 – 2     | Туреччина          | Відбір до ЧЄ 2020                    | -    |           |
| 25-3-2019  | Андорра-ла-Велья | Андорра     | 0 – 3     | Албанія            | Відбір до ЧЄ 2020                    | -    |           |
| Усього     |                  | Матчів      | 23        |                    | Голів                                | 1    |           |

## Титули та досягнення
- Володар Кубка Швейцарії (1):

«Цюрих»: 2013–14
- Переможець Ліги Європи УЄФА (1):

«Аталанта»: 2023–24